# Тимур Гараев
Тиму́р Гара́ев — персонаж ряда произведений Аркадия Гайдара, советский пионер, помогавший людям. Считается самым известным и популярным персонажем детской литературы советского периода.
В первоначальном варианте повести герой носил имя Владимир Дункан. Затем автор переименовал его в честь своего сына.
Является героем следующих произведений Гайдара:
- «Тимур и его команда» (киносценарий)
- «Тимур и его команда» (повесть)
- «Комендант снежной крепости» (киноповесть)
- «Клятва Тимура» (киносценарий)

## Образ Тимура в кино
- «Тимур и его команда» (1940, реж. А. Разумный). В роли Тимура − Ливий Щипачёв.
- «Клятва Тимура» (1942, реж. Л. Кулешов). В роли Тимура − Ливий Щипачёв.
- «Приключения в городе, которого нет» (1974, реж. Л. Нечаев). В роли Тимура − Игорь Анисимов.
- «Тимур и его команда» (1976, реж. А. Бланк, С. Линков). В роли Тимура − Антон Табаков.